# Лапаївка (річка)
Лапаї́вка — річка в Україні, в межах Золочівського району Львівської області. Права притока Золочівки (басейн Вісли). В історичних публікаціях Лапаївка здебільшого згадується як права притока річки Белзець (давня назва нинішньої Золочівки) .

## Розташування
Бере початок у північно-східній частині села  Жуличі з кількох джерел однойменного урочища. Тече спершу на південний захід, а відтак на захід. На північно-західній околиці Почапів впадає у річку Золочівку, ліву притоку Західного Бугу.

## Опис
Довжина річки приблизно 5 км. На південно-західній околиці Жулич (урочище Теребежі) розгалужується на кілька рукавів, які потім сходяться в одне русло біля шосейної дороги  Почапи – Білий Камінь. 
Таке розгалуження русла стало наслідком меліоративних робіт, проведених у 60-х роках ХХ століття з метою осушення   жулицьких боліт. До того часу русло Лапаївки було цілісним  і перетинало урочище Теребежі в південно-західному напрямку.
У Географічному  словнику Королівства Польського зазначається, що «з кількох джерел, що б’ють тут [у Жуличах] струменем і заболочують західну частину обшару, постає потік, що зветься Лапаївка».

## Назва
Одна з версій стосується татарських часів і пов’язана із словом «лапати» – «ловити».  Коли ординці нападали на село, оточуючи його з різних боків, вони зганяли захоплених мешканців до глибокого урочища, де били джерела Лапаївки.  Звідси нерідко починався шлях бранців у неволю. 
Інша версія також пов’язана зі словом «лапати», але дещо відмінного значення. У давні часи існували так звані «лапавки» — невеликі мілкі заводі, де можна було ловити рибу руками. Річечка, що брала свій початок з такого ставу-лапавки, отримала назву Лапаївка.
Не позбавлена підґрунтя і третя версія, яка вважає первинною назву «Лопаївка». Саме тут на крутому березі «лопалася земля» і пробивалися джерельні води. Врешті, всі три версії походження назви не суперечать між собою, а, швидше, доповнюють одна одну.
На австрійській карті 1861—1864 років річка Лапаївка вказана як «Toreben Bach» — «Потік Торебен»  або ж «Торбан».  Мабуть,  ім’я   дещо спотворене і його можна пов’язати з історичною назвою «Теребежі», яку до цих пір зберігає ця околиця.  Тому більш ймовірною видається назва «Потік Теребежів»

## Цікаві факти
- На зламі ХІХ-ХХ століть була поширена версія, що з жулицьких струмків, у тому числі з Лапаївки, формувалася річка Белзець – притока Західного Бугу. У Географічному  словнику Королівства Польського зазначено: «Белзець, потік, постає в обшарах гміни Жуличі в повіті Золочівськім в Галичині з кількох джерел, які відпроваджують води із жулицьких болотищ, а сходяться на межі тієї гміни з Почапами, творячи потік Белзець, який, поповнений з лівого берега водами потоку Золочівки, плине на захід через луки почапські, пропливає став белзецький і село Белзець, забирає зайві потоки з сусідніх лук і плине в напрямку північно-західнім; забравши з лівого боку ще один значний доплив Скваржавки в обшарах гміни Острівчика Польного, впадає в західній стороні гміни Пітрича до Бугу, з лівого берега, після 15 км бігу»[5]. Підтвердженням цієї версії служать австрійські і польські карти ХІХ-ХХ століть, на яких річка Белзець  позначена на північній околиці села Почапи), після злиття жулицького потоку із Золочівкою. Сама ж Золочівка позначена районі Хильчиць і справді сприймається як притока Белзця.
- Неподалік нинішнього гирла Лапаївки у Золочівку впадає ще один жулицький потік, який в історичних документах 1488 року згадується як «Hnylecz» — «Гнилеч», а тепер більш відомий під назвою «Гнилець». Він бере початок на західній околиці Жулич в урочищі «Біля кринички» і пливе  на  південний захід через Почапський ліс до Золочівки. Ім’я потоку вказує на природну особливість течії, що пролягла лісовою заболоченою місциною, — на захаращеність русла і прилеглої території прілим листям, гнилими гілками і стовбурами дерев[6].